# Bram Rontberg
Bram Rontberg (7 mei 1959) is een Nederlands voormalig profvoetballer die onder contract stond bij  ADO Den Haag, Cambuur Leeuwarden en AZ. Als profvoetballer speelde Rontberg 205 competitiewedstrijden, waarin hij 77 keer scoorde. Bij FC Den Haag speelde hij samen met onder anderen Edwin Purvis, Alfons Groenendijk en Karel Bouwens. In het seizoen 1985/86 werd Rontberg met ADO (toen nog FC Den Haag) ongeslagen kampioen van de eerste divisie en promoveerde hierdoor met de club naar de eredivisie. In het seizoen 1987/88 speelde Rontberg vier wedstrijden in de Europacup II, waarin hij niet wist te scoren. In de zomer van 1983, vlak vóór de start van het seizoen 1983/1984, leek er even sprake te zijn van een overgang van Rontberg van FC Den Haag naar Ajax, als opvolger van de naar Italië (Pisa) vertrokken centrumspits van Ajax, Wim Kieft. 

## Clubs
| seizoen     | club               | land               | competitie     | wed. | goals |
| ----------- | ------------------ | ------------------ | -------------- | ---- | ----- |
| 1981/82     | FC Den Haag        | Vlag van Nederland | Eredivisie     | 34   | 6     |
| 1982/83     | FC Den Haag        | Vlag van Nederland | Eerste divisie | 33   | 23    |
| 1983/84     | FC Den Haag        | Vlag van Nederland | Eerste divisie | 23   | 6     |
| 1984/85     | FC Den Haag        | Vlag van Nederland | Eerste divisie | 23   | 5     |
| 1985/86     | FC Den Haag        | Vlag van Nederland | Eerste divisie | 20   | 7     |
| 1986/87     | Cambuur Leeuwarden | Vlag van Nederland | Eerste divisie | 14   | 9     |
| 1987/88     | FC Den Haag        | Vlag van Nederland | Eredivisie     | 27   | 8     |
| 1988/89     | FC Den Haag        | Vlag van Nederland | Eerste divisie | 12   | 4     |
| 1990/91     | AZ                 | Vlag van Nederland | Eredivisie     | 14   | 8     |
| 1991/92     | AZ                 | Vlag van Nederland | Eredivisie     | 5    | 1     |
| Club totaal | Club totaal        | Club totaal        | Club totaal    | 205  | 77    |